# Eleonora av Portugal (1328–1348)
Eleonora av Portugal, född 1328, död 30 oktober 1348, var en drottning av Aragonien; gift 1347 med kung Peter IV av Aragonien.

## Biografi
Hon var dotter till Alfons IV av Portugal och Beatrice av Kastilien. 
År 1346 mottog hon äktenskapsförslag från Peter IV av Aragonien och Alfons XI av Kastilien (för sin brorsons räkning), som båda ville alliera sina länder med Portugal genom äktenskap. Förslaget från den förstnämnde accepterades, och giftermålet ägde rum i Barcelona i november 1347. Det var första gången en aragonsk kung hade gift sig med en portugisisk prinsessa. 
Hon tillskrivs ibland en dotter, Beatrice, men det är troligen en skröna eftersom inget barn finns bekräftat från äktenskapet. Efter ungefär ett års äktenskap kom digerdöden till Aragonien. Hon flydde med kungen mot Jérica men avled i pesten i Teruel.